# Прізвища на -енко
Прі́звища на -е́нко належать до одних з найпоширеніших серед українців прізвищ. Або, як зазначають мовознавці, одним із найпродуктивніших серед формантів українських прізвищ є суфікс -енк(о).

## Історія розвитку прізвищ на -енко
У пам'ятках 16 століття патроніми на -енко локалізувалися в основному на Поділлі, зрідка траплялися на Київщині, Житомирщині.

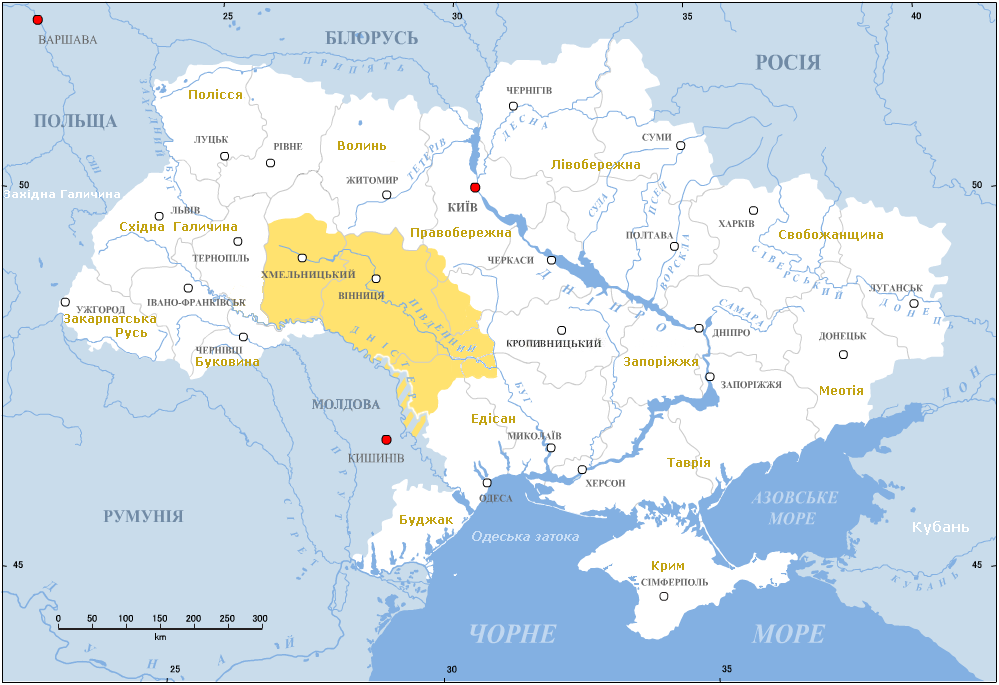
Поділля на сучасній мапі України

У 17 столітті утворення на -енко уже належать до найпоширенішого антропонімічного типу на території Східної України. У козацьких реєстрах, складених після Зборівської угоди 1649 року, прізвищеві назви на -енко мають абсолютну кількісну перевагу над всіма іншими. За підрахунками Степана Бевзенка, у реєстрі Київського полку найменування на -енко становлять 60 % від усього складу прізвищевих назв. Дослідник пояснив таку величезну кількість назв на -енко в основному джерелі української антропонімії 17 століття тією обставиною, що до реєстрів записувались переважно молоді козаки, тоді як їхні батьки мали найменування без суфікса -енко: Коваль — Коваленко тощо.
Зазначений факт свідчить і про те, що прізвищеві форми у 17 столітті ще не мали тієї стабільності, якої вони набули пізніше, зокрема, антропоніми на -енко ще не втратили живого зв'язку із загальними словами, вживаними на позначення синів за батьком. Цей зв'язок простежується навіть у першій половині 19 століття, коли розпочалося офіційне впровадження прізвищ серед широких мас населення.

## Морфологічне походження й етимологія
Прізвища на -енко відносяться до найпоширенішої групи з прізвищетворними суфіксами — патронімічної, тобто з суфіксами, які вказують на батька, діда (предка) особи. Суфікси 
-енко (патронімічні з відтінком поваги, в значенні «чийсь син») утворили, наприклад: Бабенко, Бондаренко, Бойченко, Василенко, Вдовиченко, Гончаренко, Григоренко, Гриценко, Даниленко, Діденко, Дем'яненко, Зінченко, Іваненко, Капітаненко, Капітоненко, Касьяненко, Кириленко, Клименко, Коваленко, Козубенко, Косенко, Кравченко, Лук'яненко, Луценко, Павленко, Панченко, Пархоменко, Петренко, Посвятенко, Потапенко, Ращенко, Савченко, Симоненко, Сударенко, Тарасенко, Тимошенко, Титаренко, Ткаченко, Трофименко, Устименко, Шевченко, Юрченко, Ярмоленко тощо.
Величезна кількість сучасних українських прізвищ кувалась у горнилі Запорозької Січі. Саме тут вперше виникла потреба офіційної реєстрації великого числа козаків на Запорозькій Січі, де появлялось безліч утікачів з усієї України. У ті часи існував звичай надавати їм нові прізвища, щоби втікачів не могли розшукати їхні власники. Та й козаки з державного утворення Гетьманщина, які перебували на Січі на цей час, змінювали свої прізвища на прізвиська. У козацьких реєстрах, складених після Зборівської угоди 1649 року, прізвищеві назви на -енко (Короцюпенко, Голопупенко, Дубогризенко тощо) мають абсолютну кількісну перевагу над всіма іншими. Наприклад, у реєстрі Київського полку 1650 року такі прізвища становлять 60 % від усього складу.
Іноді помилково розглядаються суфікси -ченко/-щенко. Справа в тім, що патронімічні маркери -ченко утворюється від основ, що закінчуються на -ко: Федько (Федченко), Василько (Васильченко), Іванко (Іванченко); а -щенко – внаслідок чергування приголосних в основах, які закінчуються на -ско: Дениско (Денищенко), Бориско (Борищенко), Фесько (Фещенко).